# 夏休みだけのサイドシート
「夏休みだけのサイドシート」（なつやすみだけのサイドシート）は、渡辺満里奈の4枚目のシングル。1987年7月15日、EPIC・ソニーよりリリースされた。同年9月2日発売2ndアルバム『EVERGREEN』先行シングル。

## チャート成績
デビュー・シングル「深呼吸して」から本作まで4作連続オリコンチャート初登場1位を記録した。
本作は翌週、13位にランクダウン。オリコン史上初となるシングルチャート首位獲得翌週にTOP10圏外となった楽曲。
それまでのランクダウン記録は国生さゆり「あの夏のバイク」、おニャン子クラブ「かたつむりサンバ」の1位から翌週9位であった。

## 収録曲
特記以外　作曲・編曲：山川恵津子

### 7インチ・レコード

#### SIDE A
1. 夏休みだけのサイドシート
  - 作詞：麻生圭子　作曲：山本はるきち

#### SIDE B
1. プライベート・サマー
  - 作詞：沢ちひろ

### シングル・カセット

#### SIDE A（歌入り）
1. 夏休みだけのサイドシート
2. プライベート・サマー

#### SIDE B（カラオケ）
1. 夏休みだけのサイドシート
2. プライベート・サマー

## 収録作品
CD
- EVERGREEN
- おニャン子クラブA面コレクション Vol.5 M-8
- おニャン子クラブB面コレクション Vol.5 M-8